# Przyrzeczenie Lekarskie
Przyrzeczenie Lekarskie – przysięga nawiązująca treścią do Deklaracji genewskiej, składana przez absolwentów kierunku lekarskiego oraz lekarsko-dentystycznego uczelni medycznych w Polsce. Tekst Przyrzeczenia stanowi część Kodeksu Etyki Lekarskiej, uchwalonego przez Krajowy Zjazd Lekarzy:

Przyjmuję z szacunkiem i wdzięcznością dla moich Mistrzów nadany mi tytuł lekarza i w pełni świadomy związanych z nim obowiązków przyrzekam:
- obowiązki te sumiennie spełniać;
- służyć życiu i zdrowiu ludzkiemu;
- według najlepszej mej wiedzy przeciwdziałać cierpieniu i zapobiegać chorobom, a chorym nieść pomoc bez żadnych różnic, takich jak: rasa, religia, narodowość, poglądy polityczne, stan majątkowy i inne, mając na celu wyłącznie ich dobro i okazując im należny szacunek;
- nie nadużywać ich zaufania i dochować tajemnicy lekarskiej nawet po śmierci chorego;
- strzec godności stanu lekarskiego i niczym jej nie splamić, a do kolegów lekarzy odnosić się z należną im życzliwością, nie podważając zaufania do nich, jednak postępując bezstronnie i mając na względzie dobro chorych;
- stale poszerzać swą wiedzę lekarską i podawać do wiadomości świata lekarskiego wszystko to, co uda mi się wynaleźć i udoskonalić.

Przyrzekam to uroczyście!

Lekarze weterynarii składają Przyrzeczenie Lekarza Weterynarii, jest to tekst będący integralną częścią Kodeksu Etyki Lekarza Weterynarii.